# Rörö
Rörö est une île et une municipalité de l'archipel nord de Göteborg située dans la commune d'Öckerö, dans le comté de Västra Götaland.
Sa population était de 240 habitants en 2019.